# I2P
I2P(Invisible Internet Project)는 오버레이 네트워크(overlay network)이며 어플리케이션이 서로에게 가명으로 안전하게 메시지를 보낼 수 있게 해주는 다크넷이다. 익명 웹 서핑, 채팅, 블로깅과 파일 전송도 할 수 있다. 이 소프트웨어는 I2P 라우터(router)라고 불리는 레이어(layer)를 실행하고 I2P를 실행하는 컴퓨터는 I2P 노드(node)라고 부른다.
이 소프트웨어는 자유 오픈 소스이고 여러 라이선스하에서 배포된다. I2P라는 이름은 Invisible Internet Project에서 나왔고, 이 이름은 I²P라는 가짜 수학 표기법으로 표기된다.

## 소프트웨어

### 파일 공유
- 몇몇 프로그램들이 I2P 네트워크 안에서의 사용을 위한 비트토렌트 기능을 제공한다. I2P 설치 패키지에 포함된 I2PSnark는 Snark라는 이름의 비트토렌트 클라이언트의 포트(port)이다.
- iMule(invisible Mule)은 I2P 네트워크를 위한 eMule의 포트(port)이다. iMule은 2013년부터 더 이상 업데이트 되지 않는다.

## 같이 보기
- 딥 웹
- 다크넷
- 다크 웹
- 토르 (네트워크)
- 프리넷
- PGP
- 지엔유 프라이버시 가드
- 트루크립트